# Жанаауыл (Карагандинская область)
Жанаауы́л (каз. Жаңаауыл) — село в Карагандинской области Казахстана. Находится в подчинении городской администрации Караганды. Код КАТО — 351011300.

## Географическое положение
Расположено в 6 километрах к северу от жилого массива Сортировка Октябрьского района города Караганды и к юго-юго-западу (SSW) от железнодорожной станции Кокпекты (бывшие Солонички).
Несмотря на то, что находится в подчинении городской администрации Караганды, территориально село расположено в Бухар-Жырауском районе (сельский округ Тузды). В будущем предполагается включить село в состав города Караганды.

## Население
В 1999 году население села составляло 313 человек (151 мужчина и 162 женщины). По данным переписи 2009 года, в селе проживал 261 человек (140 мужчин и 121 женщина).
На 2016 год в селе имеются около 50 домов и 200 жителей. Часть населения бывшего «бесхозным» посёлка относится к Караганде.